# Croix de Vollore-Ville
La croix de Vollore-Ville est une croix monumentale médiévale, située à Vollore-Ville, en France.

## Généralités
La croix est située place de la conche à Vollore-Ville, dans le département du Puy-de-Dôme, en région Auvergne-Rhône-Alpes, en France.

## Histoire
La croix, datée de 1535, est déplacée au Bouchet au XIXe siècle et rapatriée à Vollore-Ville, son village d'origine, en 1821.
La croix est classée au titre des monuments historiques par arrêté du 20 décembre 1905.

## Description
La croix est une croix gothique en pierre de Volvic, attribuée à Sébastien Boisson, Elle a la particularité de posséder une vasque recueillant l'eau d'une fontaine à sa base. Au dessus, elle présente un fut galbé, décoré de feuillages et porte des mentions des fondateurs ainsi que de la date de construction (1535). Des hauts-reliefs d'enfants et écussons décorent également ce fut. Au dessus du fut, un soubassement présente quatre personnages en relief. Surmontant le tout, une croix, dont les branches sont terminées par des choux frisés, présente d'un côté, un Christ, et de l'autre côté, une Vierge.